# 林龙光
林龙光，清朝政治人物。
林龙光曾于1818年接替李嘉祥任宝山县知县一职，1818年由王荣光接任。